# Sei Nazioni femminile 2019
Il Sei Nazioni femminile 2019 (in inglese 2019 Women's Six Nations Championship; in francese Tournoi des Six Nations féminin 2019) fu la 18ª edizione del torneo rugbistico che vede annualmente confrontarsi le Nazionali femminili di Francia, Galles, Inghilterra, Irlanda, Italia e Scozia, nonché la 24ª in assoluto considerando anche le edizioni dell'Home Championship e del Cinque Nazioni.
Il torneo si svolse dal 1º febbraio al 17 marzo 2019 con lo stesso calendario del torneo maschile.
Il sistema di punteggio del torneo è quello dell'Emisfero Sud che prevede 4 punti a vittoria, due a pareggio, zero a sconfitta, uno per la squadra che marca almeno quattro mete e un ulteriore eventuale bonus in caso di sconfitta con sette o meno punti di distacco.
In aggiunta a ciò, l'eventuale Grande Slam avrebbe ricevuto un premio di ulteriori tre punti per assicurarsi che ad esso corrispondesse anche la vittoria del torneo.
Galles, Irlanda e Scozia designarono una sede fissa per i loro incontri, rispettivamente il Cardiff Arms Park, Donnybrook a Dublino e lo Scotstoun Stadium di Glasgow; l'Italia scelse per la prima volta Lecce e, a seguire, due sedi storiche del rugby nazionale, Parma e Padova; l'Inghilterra designò Doncaster ed Exeter e la chiusura a Twickenham mentre, infine, anche la Francia scelse sedi itineranti, Montpellier e Lilla.
La copertura televisiva fu garantita da RTÉ per gli incontri dell'Irlanda, a Sky Sports per quelli dell'Inghilterra, a Eurosport 1 per quelli dell'Italia, a S4C e BBC Wales per quelli del Galles e France Télévisions per la Francia; BBC Alba, infine, coprì gli incontri interni della Scozia.
Ad aggiudicarsi il torneo fu, per la quindicesima volta, l'Inghilterra che nell'occasione conseguì il suo quattordicesimo Grande Slam e interruppe il breve regno della Francia, campionessa l'anno prima.
Grande sorpresa del torneo fu, invece, l'Italia, mai andata oltre il terzo posto nella competizione: dopo due vittorie consecutive, in Scozia e in casa contro l'Irlanda, e un pari a Lecce contro il Galles, le Azzurre si presentarono alla quarta giornata a Exeter imbattute contro l'Inghilterra.
Le professioniste inglesi vinsero 55-0 e quella fu l'unica partita persa nel torneo dalle italiane che, la settimana dopo a Padova nell'ultimo incontro del girone, vinsero 31-12 contro la Francia riprendendosi la seconda posizione finale, miglior risultato fino a quel momento della loro storia nel Sei Nazioni e, più in generale, miglior prestazione in assoluto di una qualsiasi rappresentativa italiana in quel torneo.
All'Italia andò pure il trofeo Anita Garibaldi, destinato alla vincitrice dell'incontro con la Francia.
Il citato incontro di Exeter registrò, con 10 545 spettatori, il record d'affluenza in Inghilterra per incontri di rugby femminile non di Coppa del Mondo.

## Risultati

### 1ª giornata
| Arbitro: | Aimee Barrett-Theron |

|             |      | |
| tecnica 61’ | mt   | 5’ Breach 29’ McKenna 41’ Bern 46’ Davies 53’ Daley-McLean 66’ Harrison 76’ E. Scott 80’ B. Cleall |
|             | tr   | 41’, 46’, 53’, 80’ Daley-McLean                                                                    |
|             | c.p. | 23’ Daley-McLean                                                                                   |

| Arbitro: | Nikki O’Donnell |

|             |    |                                                  |
| Bonar 40’   | mt | 5’ Arrighetti 53’ Franco 73’ Rigoni 80’ Giordano |
| Skeldon 40’ | tr | 5’, 53’, 73’, 80’ Sillari                        |

| Arbitro: | Seán Gallagher |

|                                                                                  |      |               |
| Thomas 5’, 33’, 58’ N’Diaye 19’ Murie 35’, 80’ R. Menager 42’, 51’ Constanty 63’ | mt   |               |
| Imart 51’, 63’                                                                   | tr   |               |
| Imart 11’                                                                        | c.p. | 3’ R. Wilkins |

### 2ª giornata
| Arbitro: | M. Beatrice Benvenuti |

|             |    |                                                |
| H. Smith 6’ | mt | 20’ McDermott 40’ Lyons 45’ Miller 58’ Caplice |

| Arbitro: | Aimee Barrett-Theron |

|             |      |                |
| Sillari 61’ | c.p. | 31’ R. Wilkins |

| Arbitro: | Tim Baker |

|                                                                               |    |                                               |
| Breach 11’, 40+1’ P. Cleall 26’, 45’ K. Smith 35’ Botterman 58’ O’Donnell 65’ | mt | 42’ N’Diaye 47’, 75’ Bourdon 80+1’ R. Menager |
| Daley-McLean 11’, 35’, 58’                                                    | tr | 42’, 75’ Bourdon 80+1’ Imart                  |

### 3ª giornata
| Arbitro: | Laura Pettingale |

|                                                 |      |                                            |
| Muzzo 6’ Giacomoli 14’ S. Stefan 38’ Franco 50’ | mt   | 11’, 17’ Considine 35’ Caplice 64’ Sheehan |
| Sillari 6’, 14’, 50’                            | tr   | 17’, 35’ Fowley                            |
| Sillari 2’                                      | c.p. | 30’ Fowley                                 |

| Arbitro: | Sara Cox |

|                                                                      |    |                       |
| Vernier 8’, 33’, 52’ Bourdon 15’ Constanty 39’ Boujard 56’ Jason 74’ | mt | 27’ Lloyd 67’ Wassell |
| Bourdon 33’, 39’, 52’                                                | tr |                       |

| Arbitro: | Clara Munarini |

|                                |    |                                                                                             |
| Kavanagh-Williams 34’ Hale 76’ | mt | 1’, 26’ Bern 5’, 30’ Breach 15’ Packer 59’ O’Donnell 63’ Dow 68’ Beckett 80+1’ Daley-McLean |
| R. Wilkins 76’                 | tr | 1’, 26’, 68’ Harrison                                                                       |

### 4ª giornata
| Arbitro: | Rebecca Hull-Mahoney |

|                                |      |                           |
| Konkel 5’ Bonar 18’ Rollie 73’ | mt   | 16’ Lewis 79’ Lillicrap   |
|                                | tr   | 16’ R. Wilkins 79’ George |
|                                | c.p. | 12’ R. Wilkins            |

| Arbitro: | Aurélie Groizeleau |

| |    |  |
| Breach 13’, 62’ Davies 32’ Hunter 39’ Bern 41’ Packer 46’ Cornborough 58’ A. Scott 73’ Fleetwood 80+2’ | mt |  |
| 13’ Harrison 32’, 39’, 46’, 80+2’ Daley-McLean                                                         | tr |  |

| Arbitro: | Ian Tempest |

|                                  |    |                                                                                          |
| Griffin 9’ Molloy 19’ Naoupu 62’ | mt | 3’ Thomas 13’ Jason 32’ Arricastre 37’ Boujard 45’ R. Ménager 70’ Forlani 75’ M. Ménager |
| Fowley 19’                       | tr | 3’, 13’, 32’, 37’, 45’, 70’ Trémoulière                                                  |

### 5ª giornata
| Arbitro: | Joy Neville |

| |    |  |
| Beckett 2’ Breach 5’, 16’ Hunt 11’ Smith 21’ Cleall 24’, 70’ Cokayne 39’ Bern 49’ Hunter 52’ Scarratt 64’ O’Donnell 79’ | mt |  |
| Daley-Mclean 2’, 5’, 11’, 21’, 24’, 49’, 52’, 64’, 70’ Scarratt 80’                                                     | tr |  |

| Arbitro: | Hollie Davidson |

|                                                        |    |             |
| Kavanagh-Williams 17’ Phillips 36’ Lewis 68’ Joyce 76’ | mt | 14’ Parsons |
| George 36’, 68’                                        | tr |             |

| Arbitro: | Sara Cox |

|                                                 |      |                       |
| S. Stefan 20’ Bettoni 56’ Rigoni 70’ Furlan 76’ | mt   | 36’ Boujard 66’ Jason |
| Sillari 56’                                     | tr   | 66’ Trémoulière       |
| Sillari 40’, 45’, 63’                           | c.p. |                       |

## Classifica
| Pos | Squadra     | G | V | N | P | PF  | PS  | DP   | BMP | Pt |
| --- | ----------- | - | - | - | - | --- | --- | ---- | --- | -- |
| 1   | Inghilterra | 5 | 5 | 0 | 0 | 278 | 45  | +233 | 8   | 28 |
| 2   | Italia      | 5 | 3 | 1 | 1 | 91  | 104 | −13  | 3   | 17 |
| 3   | Francia     | 5 | 3 | 0 | 2 | 178 | 102 | +76  | 4   | 16 |
| 4   | Galles      | 5 | 2 | 1 | 2 | 59  | 126 | −67  | 1   | 11 |
| 5   | Irlanda     | 5 | 1 | 0 | 4 | 78  | 156 | −78  | 3   | 7  |
| 6   | Scozia      | 5 | 0 | 0 | 5 | 37  | 188 | −151 | 1   | 1  |